# Lenteng Timur
Lenteng Timur is een bestuurslaag in het regentschap Sumenep van de provincie Oost-Java, Indonesië. Lenteng Timur telt 6018 inwoners (volkstelling 2010).